# أليكساندر بيشيتش
أليكساندر بيشيتش (بالصربية: Александар Пешић)‏ (مواليد . 1992  م) هو لاعب كرة قدم، من صربيا ، يلعب كمهاجم لعب سابقاً في نادي الاتحاد السعودي .

## روابط خارجية
- أليكساندر بيشيتش على موقع الاتحاد الأوربي (الإنجليزية)
- أليكساندر بيشيتش على موقع دوري كوريا الجنوبية (الإنجليزية)
- أليكساندر بيشيتش على موقع قاعدة بيانات كرة القدم.إي يو (الإنجليزية)
- أليكساندر بيشيتش على موقع ليكيب (الفرنسية)
- أليكساندر بيشيتش على موقع ناشيونال فوتبول تيمز (الإنجليزية)
- أليكساندر بيشيتش على موقع Soccerbase.com (لاعب) (الإنجليزية)
- أليكساندر بيشيتش على موقع Soccerway.com (الإنجليزية)
- أليكساندر بيشيتش على موقع AS.com (الإسبانية)